# Rueil-Malmaison
Rueil-Malmaison je zahodno predmestje Pariza in občina v osrednjem francoskem departmaju Hauts-de-Seine regije Île-de-France, ob reki Seni. Leta 1999 je imelo naselje 73.469 prebivalcev.

## Administracija
Rueil-Malmaison je sedež istoimenskega kantona, v katerem se nahaja osrednji in severni del občine z 49.911 prebivalci, medtem ko južni del občine pripada kantonu Garches.
Oba kantona sta vključena v okrožje Nanterre.

## Zgodovina
Leta 1928 je naselje uradno postalo Rueil-Malmaison, pred tem samo Rueil. Malmaison prihaja iz srednjeveške latinske besede "mala mansio" v pomenu "hiša nesreče". V zgodnjem srednjem veku je bil grad, sedanji Chateau de Malmaison, kraljeva rezidenca, uničena s strani Normanov leta 846, od tod tudi ime.
Leta 1756 je bila v Rueilu pod francoskim kraljem Ludvikom XV. zgrajena vojašnica Švicarske garde, od leta 1973 na seznamu francoskih zgodovinskih spomenikov.
Rueil je najbolj poznan po dvorcu Château de Malmaison, v katerem sta živela Napoleon in njegova prva žena Joséphine de Beauharnais.
Med francosko-prusko vojno 1870 se je Rueil nahajal na frontni črti.
Konec 19. stoletja so na to območje prihajali slikarji kot so Pierre-Auguste Renoir, Edouard Manet in Claude Monet, da bi slikali reko Seno.

## Zanimivosti
- Château de Malmaison, podeželski dvorec iz 17. stoletja,
- klasicistično-romanska cerkev sv. Petra in Pavla, grajena v obdobju od 16. do 19. stoletja.

## Pobratena mesta
- Ávila (Španija),
- Bad Soden am Taunus (Nemčija),
- Buhara (Uzbekistan),
- Dubrovnik (Hrvaška),
- Elmbridge (Združeno kraljestvo),
- Elseneur (Danska),
- Fangshan (Ljudska republika Kitajska),
- Fribourg (Švica),
- Kiryat-Mal'akhi (Izrael),
- Kitzbühel (Avstrija),
- Le Bardo (Tunizija),
- Lynchburg, Virginija (ZDA),
- Oaxaca (Mehika),
- Oeiras (Portugalska),
- Sarajevo (BiH),
- Sergijev Posad (Rusija),
- Temišvar (Romunija),
- Togane (Japonska),
- Zouk Mickael (Libanon).